# 金玄玉
金 玄玉（キム・ヒョノク、1926年10月27日 - 1997年1月9日）は、韓国の政治家、軍人。首都であるソウル特別市の市長（第14代）、釜山直轄市長（現・釜山広域市長）を務めた。ソウル市長時代は、ニックネームである「ブルドーザー」のごとく、積極的な開発を意欲的に行い、ソウル市の街並みを大きく変えた市長として知られている。

## 略歴
1926年10月27日、慶尚南道晋州生まれ。本貫は金海金氏。日本の植民地時代に徴用され、解放後、陸軍士官学校3期生として任官した。陸軍輸送学校の校長などを務め、1961年5月の軍事クーデターの翌1962年に准将で予備役編入された後、釜山市長に任命された。3年後の1966年、朴正煕大統領の抜擢により、当時40歳の若さでソウル市長に任命された。ソウル市長時代、陸士の1期先輩である朴正煕大統領を後ろ盾にして、ソウル市の都市基盤整備を積極的に推し進め、汝矣島の再開発や南山1号、2号トンネルの整備、道路建設、ヨンドン地区の再開発、世宗路地下道建設など大規模開発事業を手がけた。
1970年4月、ソウル市が建設した市民アパートが崩壊した事故（臥牛アパート崩壊事故）の責任をとって市長の座を退いたが、翌1971年10月に内務部（現・行政安全部）の長官に就任した（1973年12月まで）。1980年、政権を掌握した全斗煥や盧泰愚を中心とする新軍部勢力によって不正蓄財者とされ、表舞台から退くことになった。その後、1981年に慶尚南道梁山郡の長安中学校の校長に就任、1996年には釜山第1高等学校の校長に就任した。1995年6月に行われた釜山市長選挙に無所属で出馬したが、落選している。1997年1月9日、ソウルで死去。